# Liste der Monuments historiques in Vagney
Die Liste der Monuments historiques in Vagney führt die Monuments historiques in der französischen Gemeinde Vagney auf.

## Liste der Objekte
| Bezeichnung                | Beschreibung                                                | Standort                        | Kennzeichnung | Schutzstatus | Datum | Bild |
| -------------------------- | ----------------------------------------------------------- | ------------------------------- | ------------- | ------------ | ----- | ---- |
| Glocke Anne                | Bronze, 1783 gegossen                                       | in der Kirche St-Lambert (Lage) | PM88001104    | Classé       | 1922  |      |
| Orgel                      | Ensemble aus PM88001161 und PM88001162                      | in der Kirche St-Lambert (Lage) | PM88001160    | Inscrit      | 1999  |      |
| Orgelprospekt              | um 1750 gebaut, 1900 von Henri Didier überarbeitet          | in der Kirche St-Lambert (Lage) | PM88001162    | Inscrit      | 1999  |      |
| Instrumentalteil der Orgel | aus dem 18. Jahrhundert, 1900 von Henri Didier überarbeitet | in der Kirche St-Lambert (Lage) | PM88001161    | Inscrit      | 1999  |      |
| Gemälde Rosenkranzmadonna  | Ölfarbe auf Leinwand, maroufliert, 17. Jahrhundert          | in der Kirche St-Lambert (Lage) | PM88000950    | Classé       | 1969  |      |
| Glocke Marie Catherine     | Bronze, 1783 gegossen                                       | in der Kirche St-Lambert (Lage) | PM88000946    | Classé       | 1922  |      |
| Reliquiar                  | 18. Jahrhundert                                             | in der Kirche St-Lambert (Lage) | PM88001830    | Inscrit      | 1984  |      |
| Kelch                      | Goldschmiedearbeit, 19. Jahrhundert                         | in der Kirche St-Lambert (Lage) | PM88001827    | Inscrit      | 1984  |      |
| Zwei Kelche                | Goldschmiedearbeit, 19. Jahrhundert                         | in der Kirche St-Lambert (Lage) | PM88001829    | Inscrit      | 1984  |      |
| Weihrauchfass              | Goldschmiedearbeit, 18. Jahrhundert                         | in der Kirche St-Lambert (Lage) | PM88001831    | Inscrit      | 1984  |      |
| Skulptur Madonna mit Kind  | Silber, 1635                                                | in der Kirche St-Lambert (Lage) | PM88000947    | Classé       | 1965  |      |
| Chorschranke               | Schmiedeeisen, 18. Jahrhundert                              | in der Kirche St-Lambert (Lage) | PM88000948    | Classé       | 1969  |      |
| Kanzel                     | Holz, 18. Jahrhundert                                       | in der Kirche St-Lambert (Lage) | PM88000949    | Classé       | 1969  |      |
| Monstranz                  | Silber, vergoldet, Glas, Mitte des 19. Jahrhunderts         | in der Kirche St-Lambert (Lage) | PM88000951    | Classé       | 1982  |      |
| Zwei Ziborien              | Goldschmiedearbeit, 19. Jahrhundert                         | in der Kirche St-Lambert (Lage) | PM88001828    | Inscrit      | 1984  |      |
| Kleine Monstranz           | Goldschmiedearbeit, 19. Jahrhundert                         | in der Kirche St-Lambert (Lage) | PM88001832    | Inscrit      | 1984  |      |